# Währinger Pfarrkirche

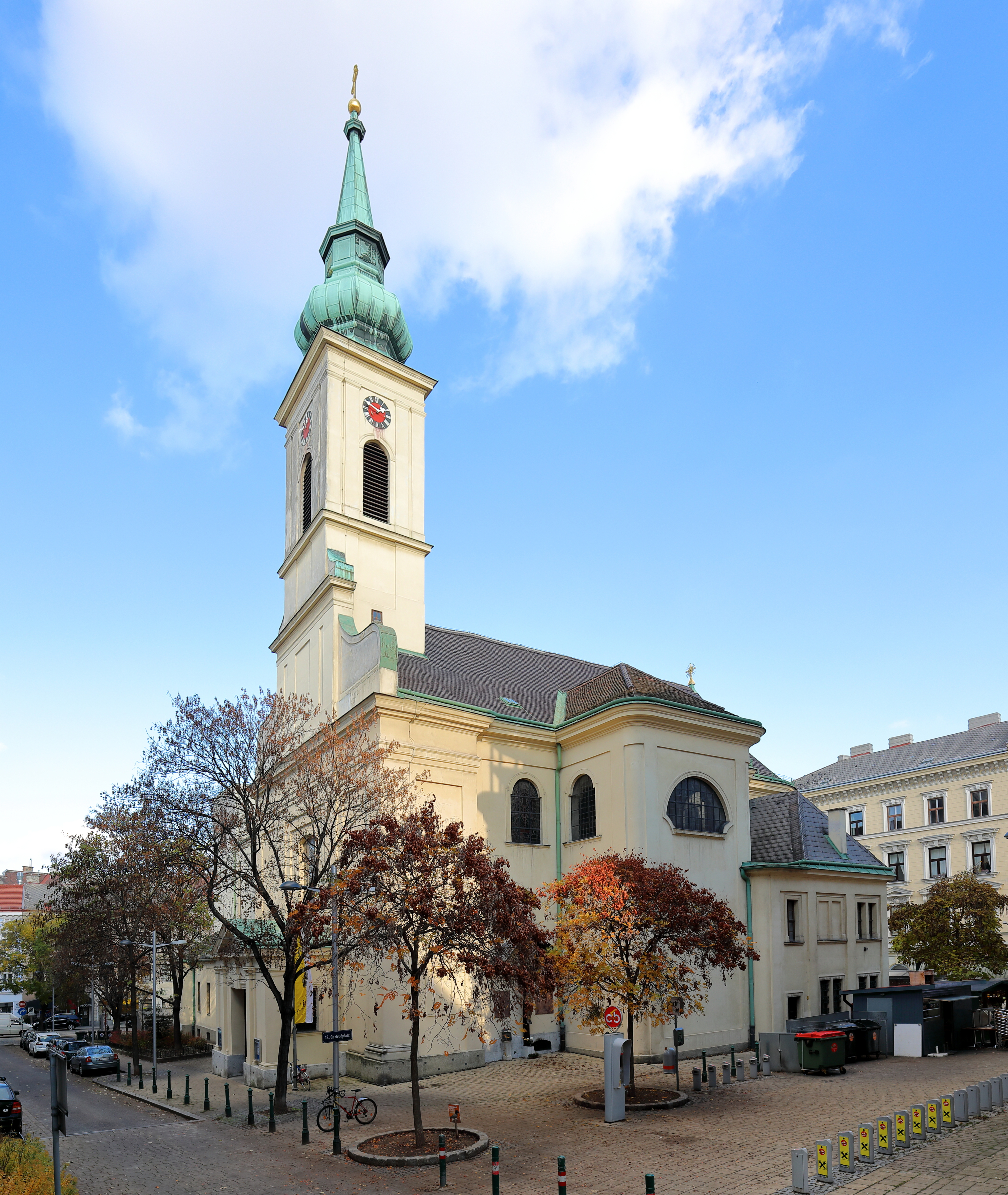
Südwestansicht der Pfarrkirche

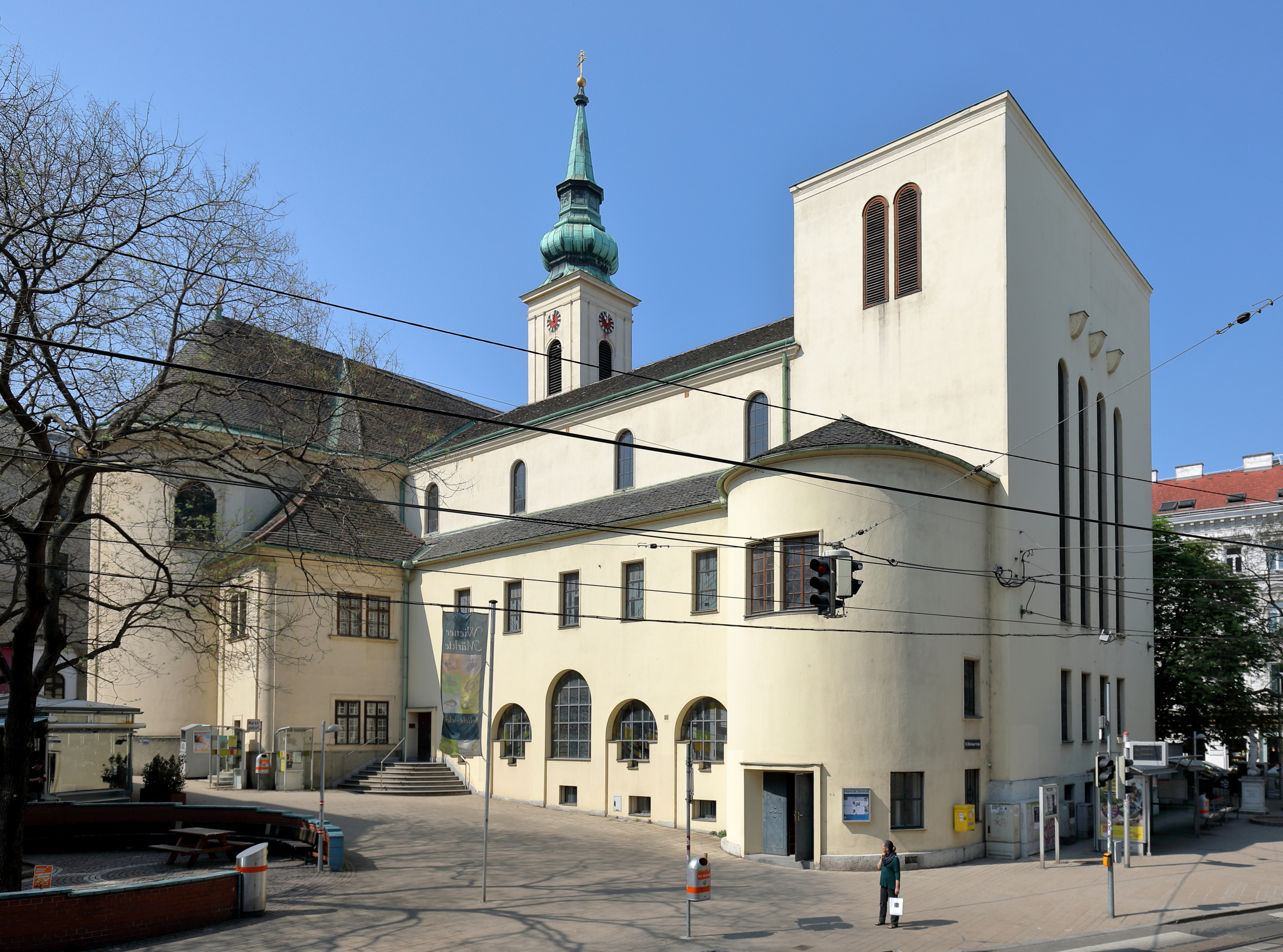
Nordostansicht der Pfarrkirche mit dem Zubau im Vordergrund

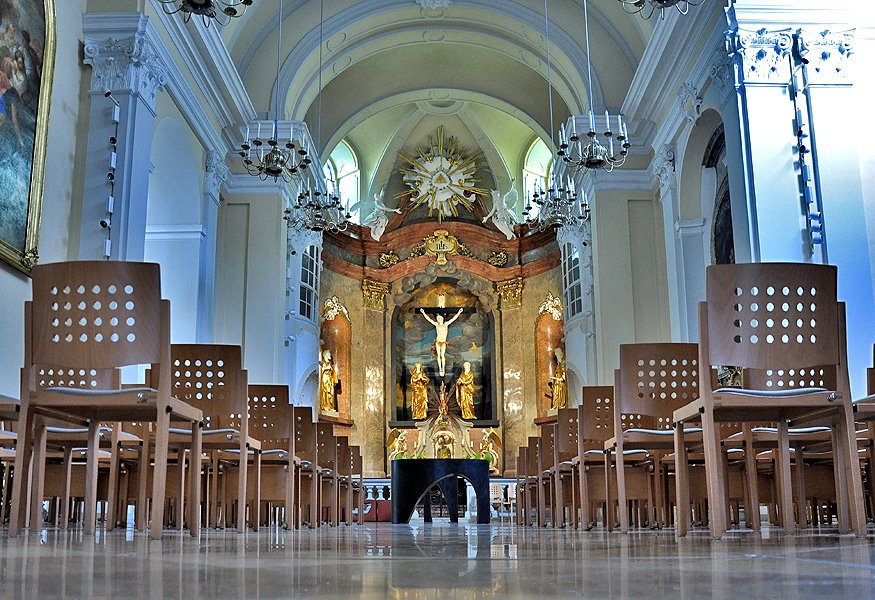
Innenansicht der „Altkirche“

Die Währinger Pfarrkirche ist ein römisch-katholisches Kirchengebäude im Bezirksteil Währing des gleichnamigen 18. Wiener Gemeindebezirks Währing. Sie ist der heiligen Gertrud von Nivelles geweiht.

## Lage und Architektur
Die Währinger Pfarrkirche liegt am Gertrudplatz, einer platzartigen Erweiterung der Währinger Straße. An ihrer Ostseite befindet sich der Kutschkermarkt. Das Kirchengebäude besteht aus einer spätbarocken Saalkirche und einem nördlich anschließenden Erweiterungsbau aus der Zwischenkriegszeit. Der barocke Bauteil bildet das Querhaus. Da das Straßenniveau gegen Süden hin ansteigt, besitzt das Gebäude eine Unterkirche, die die Niveauunterschiede ausgleicht.
Das barocke Gemälde Glorie des Heiligen Laurentius von Peter Strudel ist an der Südwand des barocken Bauteils angebracht. Es wurde um 1695 ursprünglich für das Augustiner-Chorfrauenkloster am Wiener Fleischmarkt gemalt und befindet sich seit 1872 im Besitz der Pfarre Währing. Am barocken Sakramentsaltar ist eine Kreuzigungsgruppe von Johann Martin Fischer aufgestellt, die um 1799 entstand. Über dem Tabernakel befindet sich eine 1759 gestiftete Kopie der spätromanischen Skulptur Magna Mater Austriae der Basilika von Mariazell.
Heinrich Tahedl schuf in den 1930er Jahren die Glasmalereien zum Thema Erlösung an den vier hohen Glasfenstern an der Nordseite zur Währinger Straße hin. Der Weg zur Erlösung wird in vier Schritten beschrieben:
Im ersten Fenster die Verheißung, in den weiteren Fenstern Glaube, Liebe und Vollendung. Wie im vertikalen Aufbau der Bilder ein Gedanke durchgeführt wird, so auch in der horizontalen Anordnung der Darstellungen. Ganz oben in der Rundung der Fenster erscheinen die vier großen Propheten: Jesajas, Jeremias, Ezechiel und Daniel.
Die zweite Gruppe in der Mitte der Fenster bilden die vier Evangelisten: Matthäus, Markus, Lukas und Johannes. 
Darunter sind in jedem Fenster Darstellungen aus dem Alten Testament zu finden: Der Sündenfall mit der Verheißung der Erlösung, Abraham, Moses und David.
Die Glasmalereien des sogenannten „Gertrudfensters“ an der Ostseite sind ein Werk Leopold Forstners aus dem Jahr 1934. 1937/1938 schuf Wilhelm Bormann Schnitzfiguren für den Kreuzweg, die nach dessen Tod durch andere Künstler ergänzt wurden. An der Triumphbogenwand ist ein Stuckrelief von Karl Nieschlag aus dem Jahr 1962 angebracht, das die Anbetung des Lamm Gottes durch die 24 Ältesten (Offb 5,8f ) darstellt. Die Krippenfiguren aus 1964/1965 wurden zum Teil von Franz Barwig dem Jüngeren geschaffen. 
An der Nordempore befindet sich die mechanische Schleifladenorgel von Rieger Orgelbau aus dem Jahr 1988. Die Kirchenglocke wurde 1768 durch Andreas Klein gegossen.

## Geschichte
Im Jahr 1213 wurde erstmals eine Kapelle urkundlich erwähnt, die bei einem Hof im Besitz der Benediktinerabtei Michaelbeuern lag. Diese Kapelle wurde 1226 zur Pfarre erhoben. 1232 wurde das Patrozinium der heiligen Gertrud erstmals urkundlich erwähnt. In der zweiten Hälfte des 14. Jahrhunderts erfolgte eine Vergrößerung der Pfarrkirche. Von 1396 bis 1934 hatte die Pfarre Währing ein zweites Patrozinium: des heiligen Laurentius von Rom. 1723 wurde die Pfarre in der Lichtentaler Pfarrkirche von der Pfarre Währing unabhängig.
Die Währinger Pfarrkirche wurde 1753 neu erbaut. Die Grundsteinlegung erfolgte am 11. September 1753 durch den Tuchhändler Michael von Zollern, nach dem die Zollergasse benannt ist. Vor der Anlage des Währinger Ortsfriedhofs befand sich um die Kirche der Friedhof für die Toten aus Währing, Gersthof, Pötzleinsdorf und Weinhaus. An den ehemaligen Friedhof erinnert das alte Friedhofskreuz an der südlichen Außenwand der Kirche, das 1745 gestiftet und 1768 erneuert wurde. 
In einem Wanderführer aus dem Biedermeier, dem Werk „Wien’s Umgebungen auf zwanzig Stunden im Umkreise“ von Adolf Schmidl (1835), wird beschrieben, dass zur Erinnerung an eine Munitionsexplosion des Wiener Pulverturmes auf dem Althangrund im Jahr 1779 in die Vorderwand der Kirche – hinter den auf dem Vorplatz stehenden Steinbildern (Christus am Kreuz, Maria und Josef) – zwei Kugeln eingemauert sind. Die Auswirkungen der Explosion reichten bis in die Brigittenau, den Augarten, das Schottenviertel und auch Währing.
1833 wurde die Kirche renoviert. Der aus dem Jahr 1528 stammende Nordturm des ursprünglichen Kirchengebäudes wurde 1853 abgetragen. Der Währinger Baumeister Johann Höhne schuf 1853 den westlichen Turmaufsatz. 1885 wurde an der Westseite ein neuer Portalvorbau geschaffen. Seit 1913 befindet sich der Währinger Pfarrhof in einem 1884 nach Plänen des Architekten Adolf Endl erbauten Gebäude an der Maynollogasse.
1934 erfolgten ein Umbau und eine Erweiterung der Währinger Pfarrkirche nach Plänen des Architekten Karl Holey. Hierbei wurde die ursprünglich Ost-West-Orientierung des Gebäudes in eine Nord-Süd-Orientierung geändert. Die Nordwand der spätbarocken Saalkirche wurde zum Erweiterungsbau hin durchbrochen. Bei der Grundsteinlegung am 17. April 1934, kurz nach den Februarkämpfen war angedacht, die Kirche „Gedächtniskirche des befreiten Wiens“ zu nennen, womit die Rettung vor den Gefahren der Kämpfe gemeint war. Zu den bisherigen Schutzheiligen Gertrud und Laurenz sollte Engelbert treten. Nach der Ermordung Engelbert Dollfuß’ wurden Reliquien des Heiligen Engelbert aus Köln übertragen und der Kirche übergeben.
Der Architekt Hans Petermair leitete 1961/1962 eine Restaurierung und Umgestaltung des Innenraums. Eine weitere Renovierung, bei der ebenfalls das Kircheninnere teilweise umgestaltet wurde, fand im Jahr 2001 statt.